# Mylikouri
Mylikouri (griechisch Μυλικούρι), auch Milikouri (griechisch Μηλικούρι), ist eine Gemeinde im Bezirk Nikosia in der Republik Zypern. Bei der Volkszählung im Jahr 2021 hatte sie 9 Einwohner.

## Name
Eine Überlieferung (aufgezeichnet von Nearchos Cleridis) besagt, dass das Dorf von Bewohnern zweier nahegelegener Dörfer namens Milon (griechisch Μήλον) und Kourion (griechisch Κούριον) gegründet wurde, die die Namen kombinierten und es Milikourion (griechisch Μηλικούριον) nannten.
Es wird aber auch vermutet, dass der Ortsname ein Pflanzenname ist, von der Myriki-Pflanze (griechisch Μυρίκη), die auch Myrikouron (griechisch Μυρίκουρον) genannt wird, woraus Myrikourion und schließlich Mylikouri hervorgehen.

## Lage und Umgebung

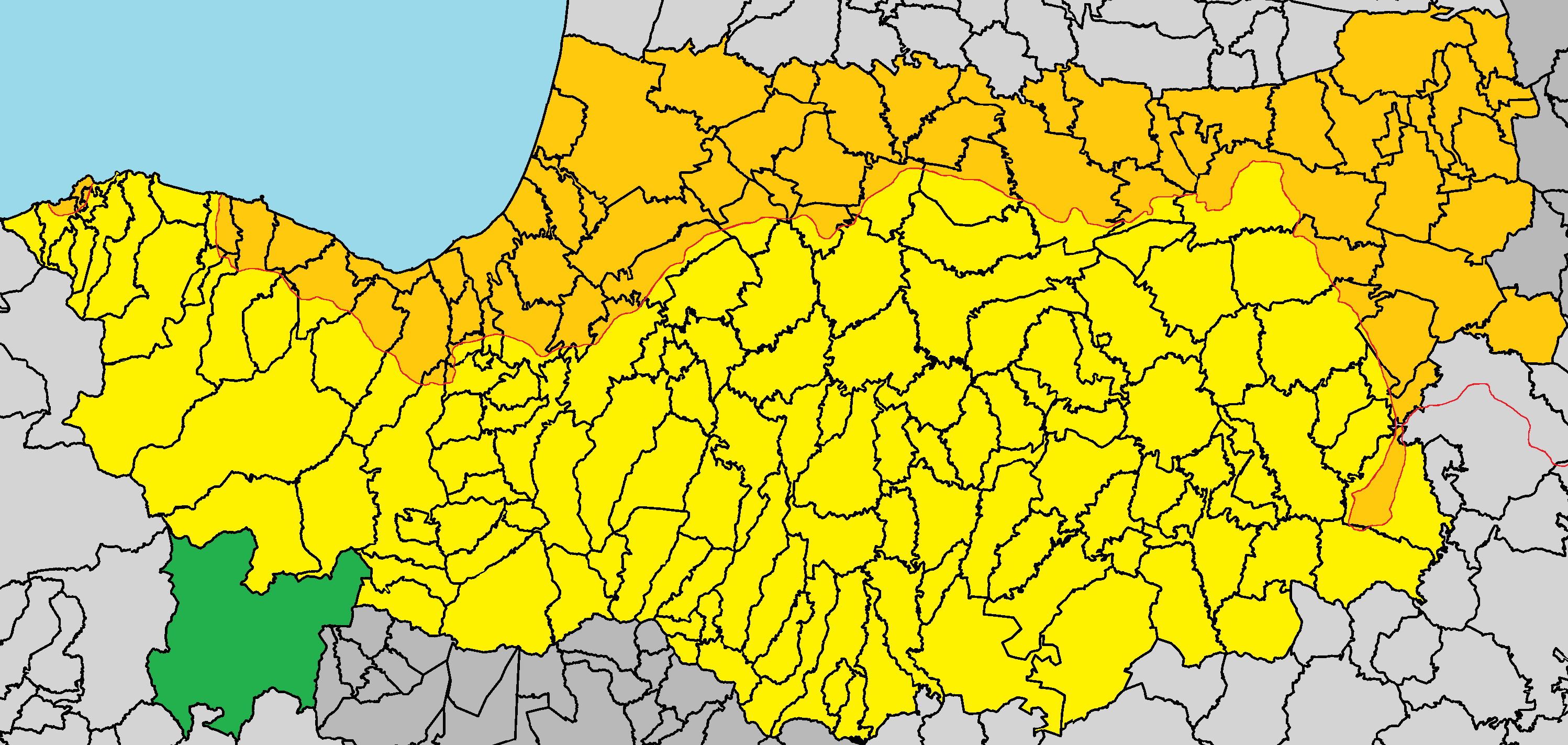
Lage im Bezirk Nikosia

Mylikouri liegt im Marathasa-Tal im Troodos-Gebirge der Mittelmeerinsel Zypern auf einer Höhe von etwa 725 Metern, etwa 90 Kilometer südwestlich von Nikosia, 70 Kilometer von Limassol, 120 Kilometer von Larnaka und 70 Kilometer von Paphos entfernt. Das 96,4933 Quadratkilometer große Dorf grenzt im Norden an Tsakistra und Gerakies, im Osten an Moutoullas, Pedoulas und den Bezirk Limassol mit Lemithou, Tris Elies und Kaminaria, im Süden an den Bezirk Paphos mit Agios Nikolaos, Agios Ioannis und Vretsia, und im Westen auch an den Bezirk Paphos mit Pano Panagia. Das Dorf kann über die Straße F957 erreicht werden, einem Abzweig der E912.
Die durchschnittliche jährliche Niederschlagsmenge beträgt rund 900 Millimeter. Trotz dieser hohen Niederschlagsmengen lässt das bergige Gelände nicht viel Raum für landwirtschaftliche Entwicklung. Nur 1 % der Verwaltungsfläche ist Ackerland, dabei werden Weinreben, verschiedene Obstbäume, Gemüse, Walnüsse und Oliven angebaut. Ein großer Teil des Verwaltungsgebiets des Dorfes wird vom Paphos Staatswald eingenommen. Aus geologischer Sicht wird das Verwaltungsgebiet des Dorfes von magmatischen Gesteinen, hauptsächlich Diabasen und Laven, dominiert. Auf diesen Gesteinen entwickelten sich silikatische Böden und Torfmoose.

## Geschichte
Mylikouri existierte im Mittelalter unter demselben Namen und laut Louis de Mas Latrie (der es als Milichouri erwähnt) war es ein königliches Lehen. Zu dieser Zeit wurde Marathasa in die Lehen des Grafen von Edessa und des Grafen von Riga aufgeteilt. Mylikouri gehörte zusammen mit anderen Nachbardörfern zum zweiten Lehen. Eine Überlieferung (aufgezeichnet von Nearchos Cleridis) besagt, dass das Dorf von Bewohnern zweier nahegelegener Dörfer namens Milon und Kourion gegründet wurde, die sie (zu einem unbestimmten Zeitpunkt) aufgrund von Epidemien, die viele Todesopfer forderten, verlassen.
Die große Dorfkirche Agios Georgios wurde laut einer Inschrift 1811 renoviert. Ihre Ikonostase stammt aus dem späten 17. Jahrhundert und laut Rupert Gunnis wurden ihre sehr interessanten Bilder von einem Maler aus Griechenland zerstört, der sich um die Restaurierung bemühte. Die älteste davon ist die der Panagia aus 1523, deren Gesicht mit besticktem Stoff bedeckt ist. Eine weitere Ikone, die Panagia Eleousa, stammt aus dem Jahr 1612. Eine Ikone des Agios Spyridonos, die auch ein Porträt des Stifters in Kleidung aus dem 16. Jahrhundert enthält, blieb erhalten.
Während des Befreiungskampfes von 1955–59 litt das Dorf unter ständigen Durchsuchungen und strengen Beschränkungen durch die Briten. Besonders Mitte 1956, während der groß angelegten Operationen der Briten im Kykkos-Gebiet, um den Anführer der EOKA, Georgios Grivas (der sich in der Gegend aufhielt), ausfindig zu machen und zu verhaften, erlebte Mylikouri noch nie dagewesene Repressionsmaßnahmen. Auch der ehemalige Präsident des Repräsentantenhauses, Alekos Michaelides, stammte aus Mylikouri.

### Bevölkerungsentwicklung
Die folgende Tabelle zeigt die Bevölkerung des Dorfes, wie sie in den in Zypern durchgeführten Volkszählungen erfasst wurde.
| Jahr      | 1891 | 1901 | 1911 | 1921 | 1931 | 1946 | 1960 | 1976 | 1982 | 1992 | 2001 | 2011 | 2021 |
| Einwohner | 234  | 252  | 299  | 322  | 323  | 448  | 418  | 311  | 145  | 76   | 39   | 17   | 9    |